# マクファーランド 栄光への疾走
『マクファーランド 栄光への疾走』（マクファーランド えいこうへのしっそう、原題：McFarland, USA）は、2015年制作のアメリカ合衆国の映画。ニキ・カーロ監督、ケビン・コスナー主演。
陸上未経験ながら、1987年にカリフォルニア州のクロスカントリー競技でマクファーランド高校を優勝に導いた実在の教師ジム・ホワイトと生徒たちの固い絆を描いたスポーツ青春ドラマ。日本では劇場未公開。

## あらすじ
高校でアメフト部のコーチをしていたジム・ホワイトは問題を起こしたことで解任され、カリフォルニア州のヒスパニックの貧困層が多く暮らす農業地域の中にあるマクファーランド高校に転任する。
ある日、ジムは体育の授業で生徒たちが驚異的な疾走力を持っていることに気付く。彼らは毎日家族と共に農地で働き、そこから学校まで走って通っていたのだ。
ジムは彼らの驚異的な疾走能力を生かすべく、クロスカントリー部を創部することを思いつくが、陸上未経験のジムと生活の重荷を背負う生徒たちの前には、様々な困難が待ち受けていた。

## キャスト
- ジム・ホワイト（英語版）：ケビン・コスナー
- シェリル・ホワイト：マリア・ベロ
- ジュリー・ホワイト：モーガン・セイラー
- ジェイミー・ホワイト：エルシー・フィッシャー
- ループ：マルタ・イガレータ
- ダマシオ・ディアス：マイケル・アグエロ
- ビクター・プエンテス：セルヒオ・アベラル
- ジョニー・サメニエゴ：エクトル・デュラン
- カミロ校長：ヴァレンテ・ロドリゲス
- ジェンクスコーチ：クリス・エリス
- ディアス夫人：ダイアナ・マリア・リーヴァ
- デヴィッド・ディアス：ラファエル・マルティネス
- ホセ・カルデナス：ジョニー・オルティス
- トーマス・バレス：カルロス・プラッツ
- ダニー・ディアス：ラミロ・ロドリゲス
- サミー・ロサルド：ダニー・モーラ
- マリア・マルソ：ヴァネッサ・マルティネス